# With (谷村有美のアルバム)
『with』（ウィズ）は、 谷村有美の1枚目のベスト・アルバム。1991年11月21日にSony Recordsから発売された。

## 概要
- デビュー5周年記念ベスト・アルバム。
- デビュー曲「Not For Sale」から5枚目「明日の恋に投げKISS」までのシングル4曲（「ガラスの午前4時」除く）とアルバム『BELIEVE IN』『Face』『Hear』から選曲。
- 「BOY FRIEND」のシングルバージョンは本作で初披露された。
- 全てリミックスを施しての収録。
- 1曲目はリテイク。10曲目・11曲目は、それぞれ1991年発売シングル表題曲でオリジナル・アルバム未収録楽曲。

## 収録曲
1. ためいき色のタペストリー（Retake Version）
作詞：谷村有美、作曲：大村雅朗、編曲：西脇辰弥
2. がんばれブロークン・ハート
3. Not For Sale
4. ボンネットに太陽
5. 生まれたての朝 〜Brand New Sunshine〜
6. Tonight
7. BOY FRIEND （Single Version）
8. 明日の恋に投げKISS
9. 朝は朝 嘘は嘘
10. 幸せ探して
作詞・作曲：遠藤京子、編曲：西平彰
11. 永遠のはじまり
作詞：神沢礼江、作曲：谷村有美、編曲：西脇辰弥